# Sonik
Sonik (Metatropis) – rodzaj pluskwiaków z podrzędu różnoskrzydłych i rodziny smukleńcowatych.
Pluskwiaki o delikatnie zbudowanym, silnie wydłużonym ciele z bardzo długimi, czteroczłonowymi czułkami i bardzo długimi odnóżami. Matową powierzchnię głowy pokrywają drobne bruzdki. Czoło jest wysklepione. Na grubo punktowanej powierzchni przedplecza występują podłużne żeberka łączące się z tyłu z małymi wypukłościami. Powierzchnia małych rozmiarów tarczki jest punktowana, a jej wierzchołek przechodzi w niewielki, zwrócony ku dołowi wyrostek. Półpokrywy mają przykrywki zesklerotyzowane w niewielkim stopniu i wskutek tego niemal przejrzyste oraz duże zakrywki. Na użyłkowanie przykrywki składają się trzy dobrze widoczne żyłki główne, zaś na użyłkowanie zakrywki pięć podłużnych żyłek. Gruczoły zapachowe zatułowia mają swe ujścia zakryte, niewidoczne od góry. Odwłok cechuje się brakiem punktowania na sternitach.
Przedstawiciele rodzaju występują w krainie palearktycznej i orientalnej, przy czym większość gatunków znana jest z Chin i Azji Południowo-Wschodniej. W Polsce występuje tylko sonik tarczokolec (zobacz: smukleńcowate Polski).
Rodzaj ten wprowadzony został w 1859 roku przez Franza Xaviera Fiebera. Klasyfikowany jest monotypowym plemieniu Metatropini. Obejmuje 12 opisanych gatunków:
- Metatropis aurita Breddin, 1907
- Metatropis brevirostris Hsiao, 1974
- Metatropis denticollis Lindberg, 1934
- Metatropis gibbicollis Hsiao, 1974
- Metatropis humilis Stusak, 1972
- Metatropis longirostris Hsiao, 1974
- Metatropis nigripes Stusak, 1967
- Metatropis rufescens (Herrich-Schaeffer, 1835) – sonik tarczokolec
- Metatropis spinicollis Hsiao, 1974
- Metatropis tesongsanica Josifov, 1975